# Jan Kuklík (Jurist)
Jan Kuklík (* 1. August 1967 in Prag) ist ein tschechischer Rechtshistoriker, Hochschullehrer und Fachbuchautor. Mit Antonín Klimek und Vater Jan Kuklík gehört er zu den bedeutendsten Neuzeithistorikern Tschechiens.

## Leben
Nach dem Studium der Rechtswissenschaften an der Karls-Universität Prag war er im Jahr 1991 als Stipendiat auf dem Campus des St Edmund Hall-Colleges an der University of Oxford und forschte dort in den Archiven. Anschließend wurde er als wissenschaftlicher Mitarbeiter an der Karls-Universität angestellt und ist Dekan und Hochschullehrer an der Fakultät für Rechtswissenschaft (Právnická fakulta) und Direktor des Instituts für Rechtsgeschichte (Ústav právních dějin).
Er forschte über die Geschichte des anglo-amerikanischen Rechts, die Rechtsordnung in der Tschechoslowakischen Republik und gab gemeinsam mit seinem Vater Jan Kuklík (1940–2009) im Jahr 2002 das Geschichtslehrbuch Dějepis pro gymnázia a střední školy. Nejnovější dějiny für tschechische Gymnasien heraus.

## Schriften (Auswahl)
- mit Jan Kuklík (Vater): Dějepis pro gymnázia a střední školy. 4, Nejnovější dějiny. 1. vyd., SPN, Praha 2002, ISBN 80-7235-175-3.
- Mýty a realita tzv. „Benešových dekretů.“ Dekrety prezidenta republiky 1940–1945, 2002.
- mit Vladimir Mikule: Die Deutschen und Magyaren in den Dekreten des Präsidenten der Republik. (Němci a Maďaři v dekretech prezidenta republiky. Studie a dokumenty 1940–1945). Doplněk, Brno 2003, ISBN 80-7239-132-1.
- mit Drahomír Jančík, Eduard Kubů: „Arizace“ a restituce židovského majetku v českých zemích (1939–2000). Univerzita Karlova v Praze, Filozofická fakulta, Praha 2003.
- Nadnárodní integrace v Evropě. Příspěvek k aplikaci "Principů" E. F. Smidaka. 2007.
- mit Radim Seltenreich: Dějiny angloamerického práva. Linde, Praha 2007, ISBN 978-80-7201-688-4.
- Do poslední pence. Československo-britská jednání o majetkoprávních a finančních otázkách 1938–1982. Karolinum, Praha 2007, ISBN 978-80-246-1332-1.
- Právnická fakulta Univerzity Karlovy v Praze. (The Faculty of Law of Charles University in Prague). 2008.
- Vývoj československého práva 1945–1989. 2009.
- Znárodněné Československo. Od znárodnění k privatizaci - státní zásahy do vlastnických a dalších majetkových práv v Československu a jinde v Evropě. 2010.
- mit Jan Němeček, Jaroslav Šebek: Dlouhé stíny Mnichova. Mnichovská dohoda očima signatářů a její dopady na Československo. Auditorium, Praha 2011, ISBN 978-80-87284-18-6.